# Alpinia
- Commons
- Wikispecies

Alpinia Roxb. é um gênero botânico da família Zingiberaceae, de origem asiática. É popularmente conhecido como vindecaá ou colônia.
O gênero Alpinia foi nomeado por Lineu em homenagem ao botânico italiano Prospero Alpini (1553-1617). O gênero compreende cerca de 400 espécies espalhadas nas regiões tropicais.

## Etimologia
"Vindecaá" se originou da junção da palavra "vinho" (uma referência à cor vermelha das flores) com a palavra tupi ka'a, "folha, planta".
Alpinia: Homenagem ao Italiano Prosper Alpino (1553 - 1617) que foi professor de Bôtanica de Padova e foi importante para a Europa por introduzir o café e a banana no Continente Europeu.

## Sinonímia
| - Adelmeria Ridl. - Albina Giseke - Buekia Giseke - Catimbium Juss. - Cenolophon Blume - Elmeria Ridl. | - Eriolopha Ridl. - Guillainia Vieill. - Hellenia Willd. - Hellwigia Warb. - Heritiera Retz. - Kolowratia C. Presl | - Languas J. Koenig ex Small - Martensia Giseke - Odontychium K. Schum. - Strobidia Miq. - Zerumbet J. C. Wendl. |

## Espécies
As espécies reconhecidas são:
- Alpinia abundiflora Burtt & R.M.Sm.
- Alpinia acuminata R.M.Sm.
- Alpinia aenea B.L.Burtt & R.M.Sm.
- Alpinia albipurpurea (P.Royen) R.M.Sm.
- Alpinia alpina (Elmer) R.M.Sm. ex M.F.Newman, Lhuillier & A.D.Poulsen
- Alpinia amentacea R.M.Sm.
- Alpinia apoensis Elmer
- Alpinia aquatica (Retz.) Roscoe
- Alpinia arctiflora (F.Muell.) Benth.
- Alpinia arfakensis K.Schum.
- Alpinia argentea (B.L.Burtt & R.M.Sm.) R.M.Sm.
- Alpinia arundelliana (F.M.Bailey) K.Schum.
- Alpinia assimilis Ridl.
- Alpinia athroantha Valeton
- Alpinia bambusifolia C.F.Liang & D.Fang
- Alpinia beamanii R.M.Sm.
- Alpinia biakensis R.M.Sm.
- Alpinia bilamellata Makino
- Alpinia bodenii R.M.Sm.
- Alpinia boia Seem.
- Alpinia boninsimensis Makino
- Alpinia borraginoides K.Schum.
- Alpinia brachyantha Merr.
- Alpinia brevilabris C.Presl
- Alpinia breviligulata (Gagnep.) Gagnep.
- Alpinia brevis T.L.Wu & S.J.Chen
- Alpinia caerulea (R.Br.) Benth.
- Alpinia calcarata (Haw.) Roscoe
- Alpinia calcicola Q.B.Nguyen & M.F.Newman
- Alpinia calycodes K.Schum.
- Alpinia capitellata Jack
- Alpinia carinata Valeton
- Alpinia carolinensis Koidz.
- Alpinia celebica K.Schum.
- Alpinia chaunocolea K.Schum.
- Alpinia chinensis (Retz.) Roscoe
- Alpinia chrysogynia (K.Schum.) K.Schum.
- Alpinia chrysorachis K.Schum.
- Alpinia coeruleoviridis K.Schum.
- Alpinia conchigera Griff.
- Alpinia condensata Valeton
- Alpinia conferta B.L.Burtt & R.M.Sm.
- Alpinia congesta Elmer
- Alpinia conghuaensis J.P.Liao & T.L.Wu
- Alpinia conglomerata R.M.Sm.
- Alpinia copelandii Ridl.
- Alpinia coriacea T.L.Wu & S.J.Chen
- Alpinia coriandriodora D.Fang
- Alpinia corneri (Holttum) R.M.Sm.
- Alpinia cumingii K.Schum.
- Alpinia cylindrocephala K.Schum.
- Alpinia dasystachys Valeton
- Alpinia dekockii Valeton
- Alpinia densibracteata T.L.Wu & S.J.Chen
- Alpinia densiflora K.Schum.
- Alpinia denticulata (Ridl.) Holttum
- Alpinia diffissa Roscoe
- Alpinia divaricata Valeton
- Alpinia diversifolia (Elmer) Elmer
- Alpinia domatifera Valeton
- Alpinia dyeri K.Schum.
- Alpinia elegans (C.Presl) K.Schum.
- Alpinia elmeri R.M.Sm.
- Alpinia emaculata S.Q.Tong
- Alpinia eremochlamys K.Schum.
- Alpinia euastra K.Schum.
- Alpinia eubractea K.Schum.
- Alpinia fax B.L.Burtt & R.M.Sm.
- Alpinia flabellata Ridl.
- Alpinia flagellaris (Ridl.) Loes.
- Alpinia formosana K.Schum.
- Alpinia foxworthyi Ridl.
- Alpinia fusiformis R.M.Sm.
- Alpinia gagnepainii K.Schum.
- Alpinia galanga (L.) Willd.
- Alpinia gigantea Blume
- Alpinia gigantifolia (Elmer) R.M.Sm.
- Alpinia glabra Ridl.
- Alpinia glabrescens Ridl.
- Alpinia glacicaerulea R.M.Sm.
- Alpinia globosa (Lour.) Horan.
- Alpinia gracillima Valeton
- Alpinia graminea Ridl.
- Alpinia graminifolia D.Fang & G.Y.Lo
- Alpinia guinanensis D.Fang & X.X.Chen
- Alpinia haenkei C.Presl
- Alpinia hagena R.M.Sm.
- Alpinia hainanensis K.Schum.
- Alpinia hansenii R.M.Sm.
- Alpinia havilandii K.Schum.
- Alpinia hibinoi Masam.
- Alpinia himantoglossa Ridl.
- Alpinia hirsuta (Lour.) Horan.
- Alpinia horneana K.Schum.
- Alpinia hulstijnii Valeton
- Alpinia hylandii R.M.Sm.
- Alpinia ilanensis S.C.Liu & J.C.Wang
- Alpinia illustris Ridl.
- Alpinia inaequalis (Ridl.) Loes.
- Alpinia intermedia Gagnep.
- Alpinia janowskii Valeton
- Alpinia japonica (Thunb.) Miq.
- Alpinia javanica Blume
- Alpinia jianganfeng T.L.Wu
- Alpinia jingxiensis D.Fang
- Alpinia juliformis (Ridl.) R.M.Sm.
- Alpinia kawakamii Hayata
- Alpinia kiungensis R.M.Sm.
- Alpinia klossii (Ridl.) R.M.Sm.
- Alpinia koshunensis Hayata
- Alpinia kusshakuensis Hayata
- Alpinia kwangsiensis T.L.Wu & S.J.Chen
- Alpinia latilabris Ridl.
- Alpinia lauterbachii Valeton
- Alpinia laxisecunda B.L.Burtt & R.M.Sm.
- Alpinia leptostachya Valeton
- Alpinia ligulata K.Schum.
- Alpinia ludwigiana R.M.Sm.
- Alpinia maclurei Merr.
- Alpinia macrocephala K.Schum.
- Alpinia macroscaphis K.Schum.
- Alpinia macrostaminodia Chaveer. & Sudmoon
- Alpinia macrostephana (Baker) Ridl.
- Alpinia macroura K.Schum.
- Alpinia malaccensis (Burm.f.) Roscoe
- Alpinia manii Baker
- Alpinia manostachys Valeton
- Alpinia martini R.M.Sm.
- Alpinia maxii R.M.Sm.
- Alpinia melichroa K.Schum.
- Alpinia menghaiensis S.Q.Tong & Y.M.Xia
- Alpinia mesanthera Hayata
- Alpinia microlophon Ridl.
- Alpinia modesta F.Muell. ex K.Schum.
- Alpinia mollis C.Presl
- Alpinia mollissima Ridl.
- Alpinia monopleura K.Schum.
- Alpinia multispica (Ridl.) Loes.
- Alpinia murdochii Ridl.
- Alpinia musifolia Ridl.
- Alpinia mutica Roxb.
- Alpinia myriocratera K.Schum.
- Alpinia nantoensis F.Y.Lu & Y.W.Kuo
- Alpinia napoensis H.Dong & G.J.Xu
- Alpinia nidus-vespae A.Raynal & J.Raynal
- Alpinia nieuwenhuizii Valeton
- Alpinia nigra (Gaertn.) Burtt
- Alpinia novae-hiberniae B.L.Burtt & R.M.Sm.
- Alpinia novae-pommeraniae K.Schum.
- Alpinia nutans (L.) Roscoe
- Alpinia oblonga (Merr.) Loes.
- Alpinia oblongifolia Hayata
- Alpinia oceanica Burkill
- Alpinia odontonema K.Schum.
- Alpinia officinarum Hance
- Alpinia okinawaensis Tawada
- Alpinia oligantha Valeton
- Alpinia orthostachys K.Schum.
- Alpinia oui Y.H.Tseng & Chih C.Wang
- Alpinia ovata Z.L.Zhao & L.S.Xu
- Alpinia ovoidocarpa H.Dong & G.J.Xu
- Alpinia oxymitra K.Schum.
- Alpinia oxyphylla Miq.
- Alpinia padacanca Valeton ex K.Heyne
- Alpinia pahangensis Ridl.
- Alpinia papuana Scheff.
- Alpinia paradoxa (Ridl.) Loes.
- Alpinia parksii (Gillespie) A.C.Sm.
- Alpinia penduliflora Ridl.
- Alpinia penicillata Roscoe
- Alpinia petiolata Baker
- Alpinia pinetorum (Ridl.) Loes.
- Alpinia pinnanensis T.L.Wu & S.J.Chen
- Alpinia platychilus K.Schum.
- Alpinia platylopha (Ridl.) Loes.
- Alpinia polyantha D.Fang
- Alpinia porphyrea R.M.Sm.
- Alpinia porphyrocarpa Ridl.
- Alpinia pricei Hayata
- Alpinia psilogyna D.Fang
- Alpinia ptychanthera K.Schum.
- Alpinia pubiflora (Benth.) K.Schum.
- Alpinia pulchella (K.Schum.) K.Schum.
- Alpinia pulcherrima Ridl.
- Alpinia pulchra (Warb.) K.Schum.
- Alpinia pumila Hook.f.
- Alpinia purpurata (Vieill.) K.Schum.
- Alpinia rafflesiana Wall. ex Baker
- Alpinia regia K.Heyne ex R.M.Sm.
- Alpinia rigida Ridl.
- Alpinia romblonensis Elmer
- Alpinia romburghiana Valeton
- Alpinia rosacea Valeton
- Alpinia rosea Elmer
- Alpinia roxburghii Sweet
- Alpinia rubricaulis K.Schum.
- Alpinia rubromaculata S.Q.Tong
- Alpinia rufa (C.Presl) Náves
- Alpinia rufescens (Thwaites) K.Schum.
- Alpinia salomonensis B.L.Burtt & R.M.Sm.
- Alpinia samoensis Reinecke
- Alpinia sandsii R.M.Sm.
- Alpinia scabra (Blume) Náves
- Alpinia schultzei Lauterb. ex Valeton
- Alpinia seimundii Ridl.
- Alpinia sericiflora K.Schum.
- Alpinia sessiliflora Kitam.
- Alpinia shimadae Hayata
- Alpinia siamensis K.Schum.
- Alpinia sibuyanensis Elmer
- Alpinia singuliflora R.M.Sm.
- Alpinia smithiae M.Sabu & Mangaly
- Alpinia stachyodes Hance
- Alpinia stenobracteolata R.M.Sm.
- Alpinia stenostachys K.Schum.
- Alpinia strobilacea K.Schum.
- Alpinia strobiliformis T.L.Wu & S.J.Chen
- Alpinia subfusicarpa Elmer
- Alpinia submutica K.Schum.
- Alpinia subspicata Valeton
- Alpinia subverticillata Valeton
- Alpinia superba (Ridl.) Loes.
- Alpinia suriana C.K.Lim
- Alpinia tamacuensis R.M.Sm.
- Alpinia tonkinensis Gagnep.
- Alpinia tonrokuensis Hayata
- Alpinia trachyascus K.Schum.
- Alpinia tristachya (Ridl.) Loes.
- Alpinia unilateralis B.L.Burtt & R.M.Sm.
- Alpinia uraiensis Hayata
- Alpinia valetoniana Loes.
- Alpinia vanoverberghii Merr.
- Alpinia velutina Ridl.
- Alpinia velveta R.M.Sm.
- Alpinia versicolor K.Schum.
- Alpinia vitellina (Lindl.) Ridl.
- Alpinia vitiensis Seem.
- Alpinia vittata W.Bull
- Alpinia vulcanica Elmer
- Alpinia warburgii K.Schum.
- Alpinia wenzelii Merr.
- Alpinia werneri Lauterb. ex Valeton
- Alpinia womersleyi R.M.Sm.
- Alpinia zerumbet (Pers.) B.L.Burtt & R.M.Sm.

## Classificação do gênero
| Sistema | Classificação                     | Referência               |
| ------- | --------------------------------- | ------------------------ |
| Linné   | Classe Monandria, ordem Monogynia | Species plantarum (1753) |